# Середюк, Егор Васильевич
Его́р Васи́льевич Середю́к (укр. Єгор Васильович Середюк; 2 июля 1995, Мартыновское — 15 апреля 2022, Изюм) — украинский военнослужащий, капитан, участник российско-украинской войны. Герой Украины (20 апреля 2022, посмертно).

## Биография
Родился 2 июля 1995 года в селе Мартыновское Вознесенского района Николаевской области. В 2018 году окончил Харьковский национальный университет Воздушных Сил имени Ивана Кожедуба, в сентябре 2021 года получил звание капитана.
Командир авиационного звена. С первого дня войны участвовал в российско-украинской войне.
15 апреля 2022 года погиб возле города Изюм Харьковской области, возвращаясь из боевой задачи.
20 апреля 2022 года похоронен в селе Сербы Житомирской области.
Осталась жена и дочь.

## Награды
- Звание «Герой Украины» с удостоением ордена «Золотая Звезда» (20 апреля 2022, посмертно) — за личное мужество и героизм, проявленные в защите государственного суверенитета и территориальной целостности Украины, верность военной присяге[2].

- Орден Богдана Хмельницкого III степени (22 марта 2022) — за личное мужество и высокий профессионализм, проявленные в защите государственного суверенитета и территориальной целостности Украины, верность военной присяге[3].